# تايلور راسل
تايلور راسل (بالإنجليزية: Taylor Russell)‏ هي ممثلة كندية، ولدت في 18 يوليو 1994 في فانكوفر في كندا، شاركت بدور مميز (مايا أرناز) بفيلم الدراما الرومانسي كلمات على جدران الحمام عام 2020.

## وصلات خارجية
- تايلور راسل على موقع IMDb (الإنجليزية)
- تايلور راسل على موقع ألو سيني (الفرنسية)
- تايلور راسل على موقع أول موفي (الإنجليزية)
- تايلور راسل على موقع قاعدة بيانات الفيلم (الإنجليزية)
- تايلور راسل على موقع كينوبويسك (الروسية)